# Better (singel av Brooke Fraser)
"Better" är debutsingeln av den nyzeeländska sångerskan Brooke Fraser. Singeln släpptes den 30 juni 2003 som den första singeln från hennes debutalbum What to Do with Daylight. 
Låten debuterade på plats 50 på den nyzeeländska singellistan den 6 juli 2003 och låg som bäst på plats 3 i fyra veckor i rad mellan den 24 augusti och den 14 september. Den låg totalt 22 veckor på listan. Nästa singel från albumet är låten "Lifeline".

## Listplaceringar
| Lista (2003) | Topplacering |
| ------------ | ------------ |
| Nya Zeeland  | 3            |